# البيت المسكون (مسلسل)
البيت المسكون، مسلسل درامي كوميدي اجتماعي كويتي من إنتاج تلفزيون الوطن من تأليف سامي العلي وإخراج حسين المفيدي. والعرض الأول (11 أغسطس 2010 - 1 رمضان 1431 هـ)

## الممثلين
| الممثلين              |
| --------------------- |
| خالد العبيد           |
| عبد الرحمن العقل      |
| عبد العزيز المسلم     |
| إنتصار الشراح         |
| زهرة عرفات            |
| هبة الدري             |
| خالد المفيدي          |
| عبد الرزاق خلف        |
| نصر حماد              |
| كرم فتحي              |
| علي الفرحان           |
| مشعل الشايع           |
| محمد عبدالعزيز المسلم |
| عبد الإمام عبد الله   |
| عبير الجندي           |
| سمير القلاف           |
| فوزية عزت             |
| عبد الله الباروني     |
| نادية كرم             |
| جواهر                 |
| مي البلوشي            |
| عبد الحميد الرفاعي    |
| جمال الشطي            |
| سوسن الهارون          |
| خالد بوصخر            |
| منى البلوشي           |
| محمود الهمشري         |
| فوزي القاضي           |
| سعاد سلمان            |
| فرح الهادي            |

## قصة المسلسل
ينطوي على خطوط درامية متعدّدة منها تعدد الزوجات والمظاهر السلبية في المجتمع الخليجي، وإنّها المرة الأولى على التلفزيون العربي التي يقدم فيها مسلسل رعب كوميدي، خصوصًا أن قصة العمل تختلف تمامًا عن المسرحية التي تم تقديمها تحت الاسم نفسه من قبل شركة مسرح السلام، ولكن تم اقتباس القيم فقط، غير أنّ الأحداث مختلفة جملة وتفصيلاً.